# Безенбрунн
Безенбрунн (нім. Bösenbrunn) — громада в Німеччині, розташована в землі Саксонія. Входить до складу району Фогтланд. Складова частина об'єднання громад Ельсніц/Фогтль..
Площа — 34,26 км2. Населення становить 1131 ос. (станом на 31 грудня 2020).